# Понтийски планини
Понтийските планини или Североанадолски планини (на турски: Kaçkar Dağları) са планинска система в Северна Турция. Простира се покрай южното крайбрежие на Черно море от запад на изток приблизително на 1000 km, ширина до 130 km. Те включват в себе си Западнопонтийските планини на запад, планината Джаник в средата и Източнопонтийските планини на изток. Състоят се от няколко паралелни вериги (хребети), разделени от надлъжни долини, верига от междупланински котловини и прорязани от многочислени проломи и напречните долини на реките Къзълърмак, Йешилърмак и др. Височината на хребетите нараства от 2000-2500 m на запад до 3000-3500 m на изток. Максимална височина връх Качкар 3937 m, издигащ се в най-източната част, в Лазистанския хребет. Най-високите, източни части на планината имат алпийски релеф. Понтийските планини представляват нагънато-блоково обкръжение на Малоазиатската и частично на Арменската планинска земя. На запад планините са изградени предимно от пясъчници, варовици, андезити и метаморфни скали, а на изток – от гранити, гнайси, кристалинни шисти и вулканични формации. В западната част на планините е разположен Зонгулдагския каменовъглен басейн, а на изток – Мургулското находище на медни и полиметални руди. По северните, по-влажни склонове (2000-3000 mm валежи годишно) са разпространени широколистни гори съставени от дъб, бук, габър, които във височина се сменят със смесени и иглолистни гори и пасища. На запад преобладават сухолюбиви растения от типа на маквисите. По южните склонове са развити планински степи и полупустини, които се редуват с редки бодливи храсти и смесени гори. Котловините и долините на реките в значителна степен са селскостопански усвоени и са гъсто заселени.